# おかやま観光フレンズ
おかやま観光フレンズ（おかやまかんこうフレンズ、以前の「ミス観光岡山」）は社団法人岡山県観光連盟に所属し、岡山県を全国にPRする観光親善大使。一般に「ミス岡山」として認識されている。
毎年1月の下旬に選考会が行われ、年間活動日数80日程度。
2010年度より任期が2年間（実際には2008年度より任期が変更）。

## 活動内容
全国主要都市や県内各地で行う各種観光行事等でのPR活動 
テレビ、ラジオ等への出演及びマスコミ取材対応など 

## 応募資格
- 活動開始年度の4月1日時点で18歳以上の岡山県内在住者（高校生は除く）
- 曜日を問わず、常に各種行事等に参加できる健康で明朗活発な者。（勤務されている方は勤務先の了解が得られ、仕事などの制約を受けずに活動できる方）
- 他の同様なPRアシスタントに入賞し、上記任期中、その主催団体の拘束を受けることのない者

## 歴代の観光フレンズ
- 平成14年度　片山夕子、高才奈名子、松森静香
- 平成15年度　岡田真寿美、小池香苗、那須志織[1]
- 平成16年度　井上幸、藤澤里恵、三宅麻衣子[2]
- 平成17年度　稲葉薫、松野理恵、安田さちこ
- 平成18年度　郡山奈緒子、林喜子、牧佳寿美
- 平成19年度　榎本祐子、田中優[3]、服部由佳
- 平成20年度　大野昌実、藤原美久、三宅奈緒子[4]
- 平成21年度　大野昌実、藤原美久、三宅奈緒子（1年任期延長）
- 平成22年 - 23年度 小倉恵美、木村彩咲子、吉田美佐子